# J・M・クッツェー
ジョン・マックスウェル・クッツェー（John Maxwell Coetzee, 1940年2月9日 -  ）は、南アフリカ出身の小説家、エッセイスト、言語学者、翻訳家で、2003年のノーベル文学賞の受賞者。オーストラリアの市民権を取得している。

## 略歴
クッツェーは南アフリカのケープタウンのモーブレーで、アフリカーナーの系譜にあたる父親ザカライアス・クッツェー（1912–1988）と母親ヴェラ・ヴェーメイエル・クッツェー（1904–1986）のあいだの第一子として生まれた。弟にデイヴィッド・クッツェー（1943-2010）がいる。少年時代をケープタウンと内陸の町ヴスターで、ハイスクールと大学時代をケープタウンで過ごし──この間のエピソードは回想記風の作品『少年時代』（1997年）や『青年時代』（2002年）に詳しい──1960年に英文学の学位を、1961年に数学の学位を取得してケープタウン大学を卒業。
1961年にイギリスに渡り、コンピュータープログラマーとして働きながら、フォード・マドックス・フォードについて修士論文を書く。1963年にケープタウンに戻ってフィリパ・ジャバーと結婚。その後、1965年に渡米してテキサス大学オースティン校で学び、サミュエル・ベケットの初期作品の言語学的研究で博士号を取得。バッファローのニューヨーク州立大学で教壇に立ちながら作品を書き始める。この間1966年に息子ニコラスが、1968年に娘ギゼラが誕生している。
アメリカ合衆国永住を希望していたが、ヴェトナム反戦の学内集会（学内に警察が常駐することへの教職員の反対集会）に出ていたとき参加者全員が逮捕され起訴された（翌年全員が無罪）ことが原因でビザ取得がかなわず、1971年に南アフリカに帰国して、1972年からケープタウン大学で教職に就く。1974年に初作『ダスクランズ』を発表し、肉を食べないヴェジタリアンになる。
ケープタウン大学で2001年まで英文学、言語学、文学、クリエイティヴライティングなどを教えながら創作や講演を続けたが、2002年、オーストラリアのアデレードに移住し、アデレード大学の英文学部名誉研究員となり、2006年3月にはオーストラリアの市民権を取得する。2003年までの6年間、シカゴ大学社会思想委員会のメンバーでもあった。
1983年の『マイケル・K』で、さらに1999年の『恥辱』でブッカー賞を受賞。これは同賞はじまって以来の初のダブル受賞だった（授賞式はいずれも欠席）。重層的な連想を引き起こしながら、無駄を削ぎ落とした硬質な文体で、人間存在の奥深くを描き出す作風は、実験的、寓意的、ポストモダンとさまざまに論評されてきたが、そのたぐいまれな倫理性とともに、同時代を生きるもっとも偉大な英語作家の一人として論じられることが多い。
ノーベル賞授賞時にスウェーデン・アカデミーがあげた理由は、「数々の装いを凝らし、アウトサイダーが巻き込まれていくところを意表を突くかたちで描いた。その小説は、緻密な構成と含みのある対話、すばらしい分析を特徴としている。しかし同時に、周到な懐疑心をもって、西欧文明のもつ残酷な合理性と見せかけのモラリティを容赦なく批判した」というもの。アフリカ出身の受賞者としては、ナイジェリアのウォーレ・ショインカ、エジプトのナギーブ・マフフーズ、南アフリカのナディン・ゴーディマーについで4人目であった。当時マスコミ嫌いで知られたクッツェーは、2003年12月10日にストックホルムで行われた授賞式には出席したが、記者会見はしなかった。
2006年9月末、国際サミュエル・ベケット・シンポジウムに特別ゲストとして招かれて初来日。さらに2007年12月に国際交流基金の招きでパートナーのドロシー・ドライヴァーといっしょに再来日。2週間にわたって金沢、京都、広島、松山、長崎など日本各地を旅行し、17日には東京で開かれた自作朗読会では、9月に出版された作品『Diary of a Bad Year』をアレンジして朗読した。
2009年8月、『少年時代』『青年時代』と続いた三部から構成される自伝的小説の最終巻『サマータイム』を発表。みたびブッカー賞を受賞するかと話題になったが実現はしなかった。この自伝的三部作は2011年に『Scenes from Provincial Life』（邦訳『サマータイム、青年時代、少年時代──辺境からの三つの〈自伝〉』）として一巻にまとめられた。
2013年3月に第1回東京国際文芸フェスティバルの特別ゲストとして3度目の来日をして、『イエスの幼子時代』から朗読した。
2015年から2017年までの3年間、計6回にわたりアルゼンチンのブエノスアイレスにあるサンマルティン大学で、南部アフリカ、オーストラリアとニュージーランド、南アメリカ（とくにアルゼンチン）の文学者や大学院生を、北のメディアを介さずに横に結ぶための講座「南の文学」を開き、2018年4月にはその総集編ラウンドテーブルを開催。「南の文学」講座開設から一貫して、「世界文学」という表現は北の大都市以外から出てくる文学を指す婉曲語法で、北のメトロポリスが世界の中心であるとする概念そのものに抵抗する必要があると主張している。
2016年5月に、スペイン語からの英訳という設定の、死後世界を舞台にした「イエスのシリーズ」の続編『イエスの学校時代』を、2017年にはエッセイ集『Late Essays』を発表。
2018年5月には英語オリジナル版（Moral Tales）を発表しないまま、スペイン語訳『Siete Cuentos Morales』と日本語訳『モラルの話』を、8月にフランス語訳『L'abattoir de verre』を発表。英語という言語が世界全体におよぼす覇権に抵抗する姿勢を鮮明にする。
2019年5月に「イエスのシリーズ」最終巻『イエスの死』をふたたびスペイン語版『La muerte de Jesús』として発表した。
2022年7月に新作『The Pole』をスペイン語版『El Polaco』として発表。

## 著作
- Dusklands (1974) ISBN 4-88319-029-3
  - 赤岩隆訳『ダスクランド』スリーエーネットワーク,1994.12 アフリカ文学叢書
  - くぼたのぞみ訳 『ダスクランズ（英語版）』人文書院, 2017.9 ISBN 978-4409130384
- In the Heart of the Country (1977) ISBN 4-88319-035-8
  - 村田靖子訳 『石の女』スリーエーネットワーク,1997.6 アフリカ文学叢書
  - くぼたのぞみ訳  『その国の奥で（英語版）』河出書房新社, 2024.7 ISBN 978-4309209074
- 『夷狄を待ちながら』 Waiting for the Barbarians (1980) ISBN 4-08-760452-7
  - 土岐恒二訳　集英社ギャラリー「世界の文学」1991, 集英社文庫 2003
- 『マイケル・K』 Life and Times of Michael K (1983) ISBN 4-480-83100-2
  - くぼたのぞみ訳　筑摩書房 1989.9, ちくま文庫 2006.8, 岩波文庫 2015.4
- 『敵あるいはフォー（英語版）』 Foe (1986) ISBN 0-436-10298-6
  - 本橋哲也訳 白水社,1992.4.
- White Writing, Yale University Press, New Haven (1988) ISBN 0-300-03974-3
- 『鉄の時代（英語版）』 Age of Iron (1990) ISBN 4-309-70951-6
  - くぼたのぞみ訳　世界文学全集　河出書房新社, 2008.9, 河出文庫 2020.5
- Doubling the Point, Harvard University Press, Cambridge (1992) ISBN 0-674-21517-6, ISBN 0-674-21518-4
- 『ペテルブルグの文豪（英語版）』 The Master of Petersburg (1994) ISBN 0-436-20193-3
  - 本橋たまき訳 平凡社,1997.4
- 『少年時代（英語版）』 Boyhood: Scenes from Provincial Life, Harvill Secker, London (1997) ISBN 0-436-20450-9
  - くぼたのぞみ訳 みすず書房,1999.8, インスクリプト, 2014.6『サマータイム、青年時代、少年時代──辺境からの三つの〈自伝〉』に改訳収録
- Giving Offense: Essays on Censorship, The University of Chicago Press, (1997) ISBN 0-226-11176-8
- 『恥辱』 Disgrace (1999) ISBN 0-436-20489-4
  - 鴻巣友季子訳　早川書房 2000.11. ハヤカワepi文庫 2006.7
- 『動物のいのち（英語版）』 The Lives of Animals (2001) ISBN 4-272-60046-X
  - 森祐希子,尾関周二訳　大月書店,2003.11.
- 『青年時代（英語版）』Youth: Scenes from Provincial Life II, Harvill Secker, London （2002年） ISBN 0-436-27593-7
  - くぼたのぞみ訳  インスクリプト, 2014.6 『サマータイム、青年時代、少年時代──辺境からの三つの〈自伝〉』に初訳収録
- Stranger Shores: Literary Essays, 1986-1999, Harvill Secker, London (2002) ISBN 0-670-89982-8
- 『エリザベス・コステロ（英語版）』 Elizabeth Costello, Harvill Secker, London (2003) ISBN 0-436-20616-1
  - 鴻巣友季子訳 早川書房,2005.2.
- 『遅い男（英語版）』 Slow Man, Havrill Secker, London (2005) ISBN 978-4-15-209261-8
  - 鴻巣友季子訳 早川書房,2011.12.
- Inner Workings: Literary Essays, 2000-2005, Harvill Secker, London (2007) ISBN 978-1-84655-045-4
- Diary of a Bad Year, Harvill Secker, London (2007) ISBN 978-1-84655-120-8
- 『サマータイム（英語版）』Summertime: Scenes from Provincial Life III (2009) ISBN 978-1-84655-318-9
  - くぼたのぞみ訳 インスクリプト, 2014.6 『サマータイム、青年時代、少年時代──辺境からの三つの〈自伝〉』に初訳収録
- 『サマータイム、青年時代、少年時代──辺境からの三つの〈自伝〉』Scenes from Provincial Life (2011) ISBN 978-1-846-55485-8
  - くぼたのぞみ訳 インスクリプト, 2014.6
- 『ヒア・アンド・ナウ 往復書簡 2008-2011』Here and Now: Letters, 2008-2011 a collection of letters exchanged with Paul Auster  (2013)ISBN 0-670-02666-2
  - くぼたのぞみ・山崎暁子訳  岩波書店, 2014.9
- 『イエスの幼子時代（英語版）』The Childhood of Jesus, Harvill Secker, London (2013) 
  - 鴻巣友季子訳 早川書房, 2016.6.
- 『スペインの家 三つの物語』Three Stories  Text Publishing, Melbourne (2014) ISBN 978-4-560-07244-8
  - くぼたのぞみ訳 白水社・白水Uブックス, 2022.11
- The Good Story: Exchanges on Truth, Fiction and Psychotherapy with Arabella Kurtz, Harvill Secker, London (2015) ISBN 978-1-846-55888-7
- 『イエスの学校時代（英語版）』The Schooldays of Jesus, Harvill Secker, London (2016) ISBN 978-1-911-21535-6
  - 鴻巣友季子訳 早川書房, 2020.4.
- Late Essays: 2006 - 2017, Harvill Secker, London (2017) ISBN 978-1-911215-43-1
- 『モラルの話』 ISBN 978-4-409-13040-7（英語版Moral Tales は未刊）
  - くぼたのぞみ訳 人文書院, 2018.5
- The Death of Jesus, Text Publishing, Melbourne (2019) ISBN 9781922268280
- 『J・M・クッツェー 少年時代の写真』 Photographs from Boyhood, Protea Boekhuis, Pretoria (2020) ISBN 978-1485311560
  - くぼたのぞみ訳 白水社, 2021.10
- 『ポーランドの人』The Pole  (2023) ISBN 978-1-324-09386-2
  - くぼたのぞみ訳 白水社, 2023.6

### 関連書籍
- J・M・クッツェー著 田尻芳樹訳『世界文学論集』みすず書房, 2015,11 ISBN 978-4-622-07943-9
- J・M・クッツェー著 田尻芳樹訳『続・世界文学論集』みすず書房,2019,11 ISBN 978-4-622-08854-7
- くぼたのぞみ著『J・M・クッツェーと真実』 白水社, 2021.10 ISBN 978-4-560-09868-4
- 田尻芳樹著『J・ M・クッツェー 世界と「私」の偶然性へ』 三修社, 2023.4 ISBN 978-4-384-06045-4
- 川村由美著『J・ M・クッツェー 命をめぐる思索』 水声社, 2024.6 ISBN 978-4-8010-0767-3